# Triangle d'exposició

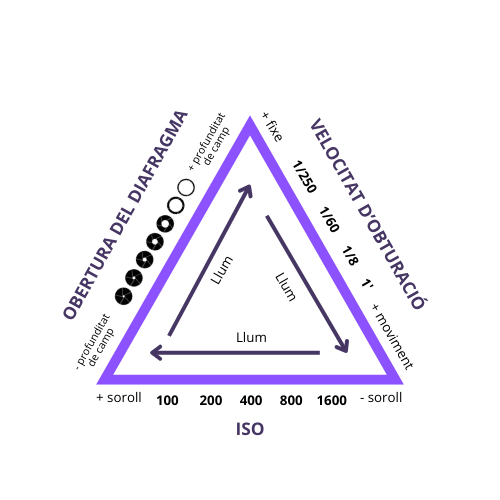
Representació visual del triangle d'exposició.

El triangle d'exposició, en el món de la fotografia, és l'equilibri entre els tres elements que el componen: l'obertura de diafragma, la velocitat d'obturació i la sensibilitat ISO. Aquest equilibri és el que genera un bon resultat en les fotografies a l'hora d'usar el mode manual. La raó per la qual es tracta d'un triangle és que a l'alterar un d'aquests paràmetres, s'afecta no només als altres dos paràmetres, sinó també a altres aspectes de la fotografia a part de l'exposició.
Aquests tres controls afecten la imatge de manera independent, afectant a diferents atributs d'aquesta de diferents formes. Tot i això, sí que mantenen una relació entre ells, ja que es poden tant afectar com compensar els uns als altres. A continuació, aprofundirem en els tres elements fonamentals del triangle.

## Obertura de diafragma
El diafragma és un dispositiu que forma part de l'objectiu de la càmera. Aquest està format per unes pales que s'obren i es tanquen, deixant un orifici central que permet el pas de la llum cap al sensor de la càmera, funcionant de manera similar a com ho fa l'iris del nostre ull. L'obertura del diafragma depèn de la mida d'aquest orifici que generen les pales: quant més obert està el diafragma, més gran és aquest orifici i més llum entra al sensor de la càmera.

### Número f
El número f/ és la representació numèrica de l'obertura del diafragma, fent referència al diàmetre de l'orifici que deixen les pales. Com menor sigui el número f, major serà l'apertura del diafragma, i viceversa. Aquesta escala numèrica que segueix el número f/ serà la mateixa en tots els objectius, independentment de la mida física dels seus diafragmes. A més, el número f que apareix en la descripció d'un objectiu és l'apertura màxima que podrem obtenir amb ell. En els objectius de focal fixa, solem trobar una apertura màxima molt major que amb els objectius zoom.

## Velocitat d'obturació
L'obturador de la càmera és un dispositiu mecànic molt precís situat davant el sensor de la càmera que controla el temps durant el qual li arriba la llum al sensor. Està format per dues cortinetes, una que s'obre per iniciar l'exposició i una altra que es tanca per a finalitzar-la. L'espai que queda entre aquestes serà per on entrarà la llum. La velocitat d'obturació fa referència al temps durant el qual està obert l'obturador de la càmera, i s'expressa de forma numèrica en segons i fraccions de segon. Els temps d'exposició es pot ajustar en valors discrets, i el salt de cada valor al següent s'anomena un pas. Aquests valors poden oscil·lar entre els 30 segons i els 1/8000 de segon. A més, per a les exposicions més llargues sol existir l'opció Bulb, amb la qual l'obturador es manté obert durant el temps que tinguem pres el botó.

### Temps curts
Són temps inferiors a 1/60 segons en els quals l'obturador roman obert poc temps, deixant passar menys llum cap a l'element fotosensible. Amb aquest tipus de velocitats aconseguim congelar o reduir notablement el moviment en les imatges.

### Temps llargs
Són temps superiors a 1/60 segons en els quals l'obturador roman obert més temps, deixant passar més llum. S'aconsegueixen imatges mogudes, desplaçades, donant una major sensació de desplaçament.

## Sensibilitat ISO
Les càmeres digitals compten amb un sensor en comptes de la pel·lícula fotogràfica de les càmeres analògiques. La sensibilitat d'aquest sensor es mesura en valors ISO, els quals són els mateixos que els antics valors ASA, usats en les pel·lícules. La diferència és que, mentre que en la fotografia analògica la pel·lícula tenia un valor de sensibilitat fixe, en les càmeres digitals poden variar el valor numèric de la ISO. Aquests valors numèrics oscil·len entre el 100 i el 6400, tot i que depèn del tipus de càmera que usem i de les seves limitacions. A més, segueixen una escala lineal, és a dir, que en el pas d'una sensibilitat ISO a una altra, com pot ser de 200 a 400, un és el doble de l'altre. Per tant, podem dir que amb el pas, la fotografia necessitarà la meitat o el doble de llum.

### Soroll digital
Tot i els seus avantatges, l'augment de la sensibilitat ISO a l'hora de fer una fotografia té com a conseqüència el sorgiment del soroll digital. Això és a causa de la senyal elèctrica que produeix el sensor de la càmera. Si el nivell de llum és baix, aquesta senyal és més feble i el nivell de soroll és cada vegada més apreciable. Per aquest motiu, quan augmentem la ISO al fer una fotografia, permetem l'entrada de més llum en la fotografia, el qual provoca l'augment del soroll. Aquesta és la raó per la qual el soroll digital sigui considerat símbol d'una mala fotografia, ja que amb ell sacrifiquem detall i informació de la imatge.

## Relació dels paràmetres
En modificar cadascun dels paràmetres esmentats anteriorment; l'obertura del diafragma, la velocitat d'obturació i la sensibilitat ISO, les alteracions que es produeixen a la imatge final són les següents; com més llarga és la velocitat d'obturació, més lluminosa serà la fotografia, alhora que més moguda. Com més obert està el diafragma, més profunditat de camp tindrà la fotografia, alhora que més llum. Finalment, com més alt és el valor ISO, més llum i més soroll tindrà la fotografia.
La relació entre aquests paràmetres s'explicà, de forma més clara, a representació visual que es troba a continuació.